# El rey de España
«El rey de España» es un sencillo publicado por el grupo granadino Los Planetas el 19 de febrero de 2021 en formato digital y en vinilo de 7 pulgadas el 21 de mayo de 2021.
La edición coincide en el tiempo con la entrada en prisión del rapero Pablo Hasél. En su nota promocional, titulada ¿Por qué no te callas?, la frase que dijo en 2007 el rey Juan Carlos al por entonces presidente de Venezuela, Hugo Chávez, se habla "del Alto Patrón, mando supremo con derecho de gracia, tan gracioso. Del que convoca y disuelve, arbitra y modera. Del que propone y nombra, expide y confiere. Del que acredita y concede. Del que sanciona y promulga. Del que corresponde. Del que releva, separa y pone fin. Del que declara la guerra y hace la paz. Y el amor. Del que guarda y hace guardar. De ese de bastos, espadas y, sobre todo, de oros y copas. De ese, precisamente de ese, vienen a hablarnos Los Planetas en su nuevo single, El rey de España".
Por su parte, la nota promocional de la cara B, El apocalipsis zombie, apunta "los atributos peculiares de los zombis del cine, la televisión, los comics, los videojuegos y la música se inspiran en los síntomas de la rabia: babeos, convulsiones, disfunción cerebral o pérdida de la función muscular. El virus de la rabia es un parásito manipulador que puede controlar la mente de su huésped. La naturaleza está llena de parásitos manipuladores, algo muy frecuente en el reino animal, al que pertenecemos los humanos".
Las dos canciones se incluyen en el álbum de Los Planetas Las canciones del agua (El Ejército Rojo, 2022).

## Lista de canciones
1. La nueva normalidad 3:44
2. El apocalipsis zombie 4:26

## Créditos
Música y letra 1 y 2: J
1: J: voz y guitarra eléctrica. 
Florent: guitarra eléctrica. 
Banin: órgano, piano y sintetizadores.  
Julián: bajo y voz. 
Eric: batería. 
2: J: voz y Hammond
La portada es obra de Javier Aramburu y muestra una corona de la que salen piernas de mujer.